# Marele incendiu din Londra

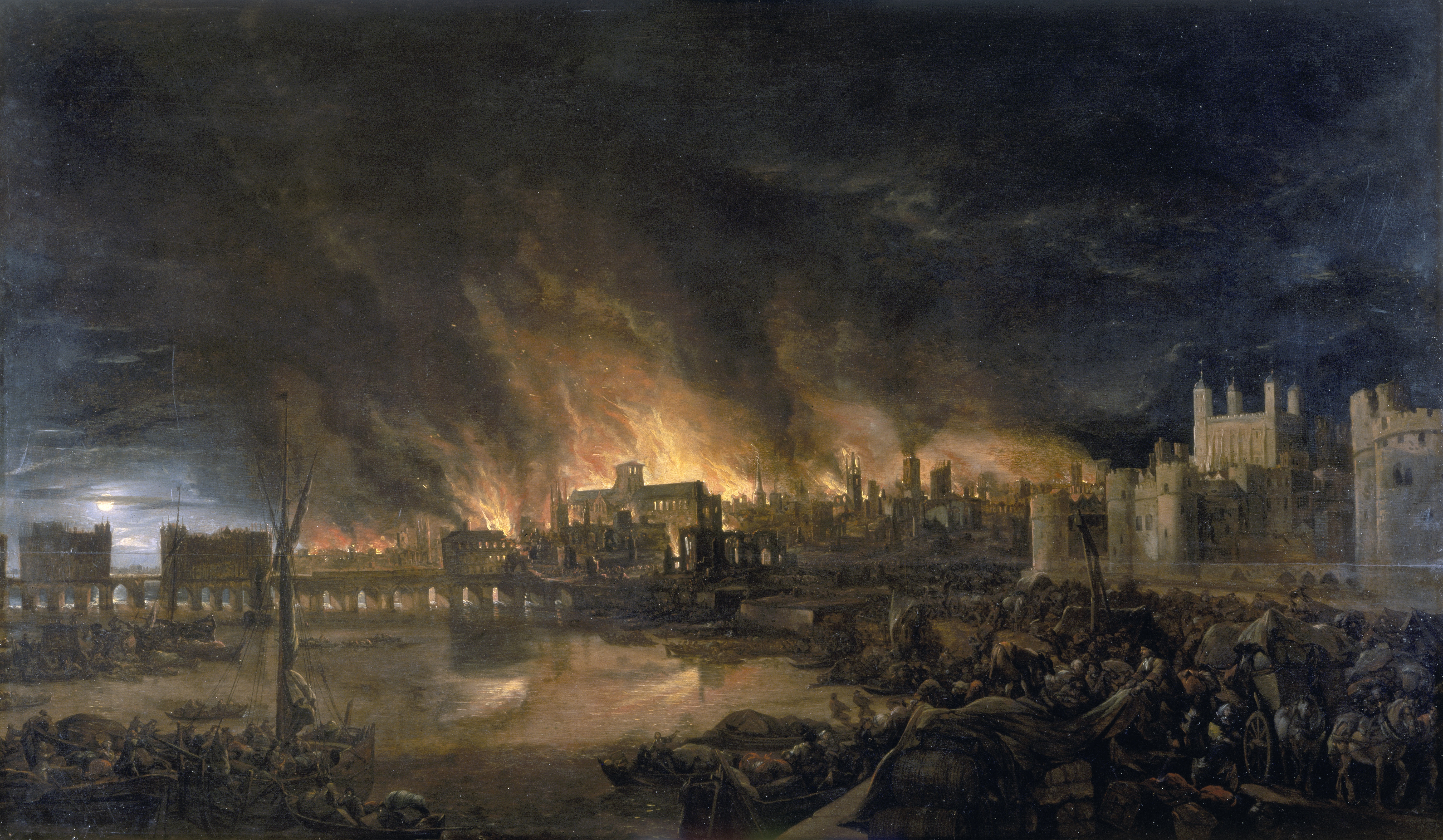
Detaliu al unei picturi a Marelui Incendiu din Londra de un pictor anonim, prezentând incendiul așa cum ar fi apărut în seara de marți, 4 septembrie de pe o barcă aflată în apropiere deTower Wharf. Turnul Londrei se află pe dreapta, iar Podul Londrei pe stânga, cu Catedrala Saint Paul în depărtare, înconjurată de flăcările cele mai înalte.

Marele Incendiu din Londra a distrus părțile centrale ale Londrei începând cu ziua de duminică, 2 și până în ziua de miercuri, 5 septembrie 1666. Focul a pustiit centrul medieval al Londrei, aflat în interiorul vechiului zid roman al orașului. A amenințat, dar nu a ajuns la districtul aristocratic Westminster, Palatul Whitehall al lui Carol al II-lea, și mare parte din mahalalele din suburbii. A distrus 13.200 de case, 87 de biserici de mir, Catedrala Saint Paul, și mare parte din clădirile autorităților orășenești. S-a estimat că a distrus casele a 70.000 din cei 80.000 de locuitori. Numărul morților în urma incendiului nu este cunoscut și, prin tradiție, este considerat a fi foarte mic, întrucât s-a înregistrat moartea a doar șase persoane. Recent, au apărut contestări ale acestei idei, pe temeiul că decesul celor săraci și a oamenilor din clasa de mijloc nu s-au înregistrat nicăieri, și pe acela că focul ar fi carbonizat total rămășițele multor victime, fără ca ele să poată fi identificate.
Incendiul a izbucnit la brutăria lui Thomas Farriner (sau Farynor) de pe Pudding Lane, la scurt timp după miezul nopții în dimineața de duminică, 2 septembrie, și s-a răspândit cu repeziciune spre vest prin tot centrul vechi al Londrei. Utilizarea principalei tehnici de stingere a incendiului de la acea vreme, și anume crearea de blocaje în calea focului prin demolări, a întârziat din cauza nehotărârii lordului primar al orașului, Sir Thomas Bloodworth. Când s-au ordonat demolări pe scară largă în noapte de duminică spre luni, vântul deja împrăștiase focul și măsurile au fost ineficiente. Incendiul s-a deplasat spre nord în ziua de luni, spre centrul orașului. Pe străzi s-a declanșat dezordinea, întrucât s-au răspândit zvonuri că străini suspecți aprind focuri. Temerile celor rămași fără adăpost s-au concentrat pe francezi și pe olandezi, inamicii Angliei în al Doilea Război Anglo-Olandez; aceste grupuri substanțiale de imigranți au devenit victimele linșajelor și ale violențelor de stradă. Marți, incendiul s-a împrăștiat prin mare parte din oraș, distrugând catedrala Sf. Pavel și trecând peste râul Fleet pentru a amenința curtea lui Carol al II-lea de la Whitehall, în timp ce eforturile de stingere a focului începuseră să se mobilizeze. Lupta de stingere a incendiului a fost câștigată în principal datorită a doi factori: încetarea vântului puternic dinspre est și utilizarea de praf de pușcă de către garnizoana din Turnul Londrei pentru a crea stăvilare eficiente, care a oprit înaintarea incendiului spre est.
Problemele sociale și economice produse de acest dezastru au fost copleșitoare. Evacuarea din Londra și strămutarea în alte zone au fost ferm încurajate de regele Carol al II-lea, care se temea de o răscoală a refugiaților rămași fără case din Londra. În pofida numeroaselor propuneri radicale, Londra a fost reconstruită pe același plan al străzilor ca și înainte de incendiu.